# MTV Movie Awards 1995
MTV Movie Awards 1995 — ежегодная церемония вручения кинонаград канала MTV, которая прошла 10 июня 1995 года в «Warner Bros.» в городе Бербанк. Ведущие церемонии были Джон Ловитц и Кортни Кокс.

## Исполнители
- Boyz II Men — Water Runs Dry
- Blues Traveler — Run-Around
- Ramones — Best Song from a Movie Medley
- TLC — Waterfalls

## Победители и номинанты
Победители написаны первыми и выделены жирным шрифтом.

### Лучший фильм
Криминальное чтиво
- Ворон
- Форрест Гамп
- Интервью с вампиром
- Скорость

### Лучшая мужская роль
Брэд Питт — «Интервью с вампиром»
- Том Хэнкс — «Форрест Гамп»
- Брэндон Ли — «Ворон»
- Киану Ривз — «Скорость»
- Джон Траволта — «Криминальное чтиво»

### Лучшая женская роль
Сандра Буллок — «Скорость»
- Джейми Ли Кёртис — «Правдивая ложь»
- Джоди Фостер — «Нелл»
- Мег Райан — «Когда мужчина любит женщину»
- Ума Турман — «Криминальное чтиво»

### Самый желанный мужчина
Брэд Питт — «Интервью с вампиром»
- Том Круз — «Интервью с вампиром»
- Кристиан Слейтер — «Интервью с вампиром»
- Энди Гарсиа — «Когда мужчина любит женщину»
- Киану Ривз — «Скорость»

### Самая желанная женщина
Сандра Буллок — «Скорость»
- Камерон Диас — «Маска»
- Деми Мур — «Разоблачение»
- Хэлли Берри — «Флинтстоуны»
- Шэрон Стоун — «Специалист»

### Лучший прорыв года
Кирстен Данст — «Интервью с вампиром»
- Тим Аллен — «Санта-Клаус»
- Камерон Диас — «Маска»
- Хью Грант — «Четыре свадьбы и одни похороны»
- Майкелти Уильямсон — «Форрест Гамп»

### Лучший актёрский дуэт
Сандра Буллок и Киану Ривз — «Скорость»
- Джим Керри и Джефф Дэниелс — «Тупой и ещё тупее»
- Том Круз и Брэд Питт — «Интервью с вампиром»
- Джульетт Льюис и Вуди Харрельсон — «Прирождённые убийцы»
- Сэмюэл Л. Джексон и Джон Траволта — «Криминальное чтиво»

### Лучший злодей
Деннис Хоппер — «Скорость»
- Том Круз — «Интервью с вампиром»
- Джереми Айронс — «Король Лев»
- Томми Ли Джонс — «Сметённые огнём»
- Деми Мур — «Разоблачение»

### Лучшая комедийная роль
Джим Керри — «Тупой и ещё тупее»
- Тим Аллен — «Санта-Клаус»
- Том Арнольд — «Правдивая ложь»
- Джим Керри — «Маска»
- Адам Сэндлер — «Билли Мэдисон»

### Лучшая песня
Stone Temple Pilots — Big Empty (из фильма «Ворон»)
- Элтон Джон — Can You Feel the Love Tonight (из фильма «Король Лев»)
- Urge Overkill — Girl, You’ll Be a Woman Soon (из фильма «Криминальное чтиво»)
- Мадонна — I’ll Remember (из фильма «С почестями»)
- Warren G — Regulate (из фильма «Над кольцом»)

### Лучший поцелуй
Лорен Холли и Джим Керри — «Тупой и ещё тупее»
- Жюли Дельпи и Итан Хоук — «Перед рассветом»
- Джульетт Льюис и Вуди Харрельсон — «Прирождённые убийцы»
- Сандра Буллок и Киану Ривз — «Скорость»
- Джейми Ли Кёртис и Арнольд Шварценеггер — «Правдивая ложь»

### Самый зрелищный эпизод
Скорость
- Сметённые огнём
- Прямая и явная угроза
- Правдивая ложь

### Лучший танец
Джон Траволта и Ума Турман — «Криминальное чтиво»
- Джим Керри и Камерон Диас — «Маска»
- Кристофер Дэниэл Барнс, Кристин Тейлор, Пол Сатера, Дженнифер Элиз Кокс, Джесси Соффер и Оливия Хэк — «Фильм о семейке Брейди»
- Арнольд Шварценеггер и Тиа Каррере — «Правдивая ложь»

### Лучший новый режиссёр
Стив Джеймс — «Мечты о баскетболе»

## Статистика
Фильмы, получившие наибольшее число номинаций.
| Фильм                                            | номинации |
| ------------------------------------------------ | --------- |
| Скорость / Speed                                 | 9         |
| Интервью с вампиром / Interview With The Vampire | 8         |
| Криминальное чтиво / Pulp Fiction                | 6         |
| Правдивая ложь / True Lies                       | 5         |
| Маска / The Mask                                 | 4         |